# 카멜리아 (암호)
카멜리아(Camellia)는 암호학에서 블록 크기가 128비트이고 키 크기가 128, 192 및 256비트인 대칭 키 블록 암호이다. 미쓰비시 전기와 일본의 NTT가 공동 개발한 제품이다. 이 암호는 ISO/IEC, 유럽 연합의 NESSIE 프로젝트 및 일본 CRYPTREC 프로젝트에서 사용하도록 승인되었다. 이 암호는 고급 암호화 표준에 필적하는 보안 수준과 처리 능력을 갖는다.
이 암호는 저가형 스마트 카드부터 고속 네트워크 시스템까지 소프트웨어와 하드웨어 구현 모두에 적합하도록 설계되었다. 이는 인터넷과 같은 컴퓨터 네트워크를 통해 통신 보안을 제공하도록 설계된 TLS(전송 계층 보안) 암호화 프로토콜의 일부이다.
이 암호는 일본에서 개발된 암호일 뿐만 아니라 수명이 긴 것으로 알려진 꽃인 동백꽃(Camellia japonica)의 이름을 따서 명명되었다.